# 紫背天葵
紫背天葵（学名：Begonia fimbristipula）是秋海棠科秋海棠属的植物，为中国的特有植物。分布于中国大陆的江西、海南、广东、湖南、广西、福建、浙江等地及香港，生长于海拔700米至1,120米的地区，一般生长在悬崖石缝中、山地山顶疏林下石上、山顶林下潮湿岩石上及山坡林下，目前已由人工引种栽培。

## 别名
天葵（广东梅县、怀集）

## 延伸阅读
[在维基数据编辑]
 《植物名實圖考·紫背天葵》，出自吳其濬《植物名實圖考》